# خورخي أكوستا
خورخي أكوستا (بالإنجليزية: Jorge Acosta)‏ هو لاعب كرة قدم أمريكي، ولد في 29 مايو 1964 في بارانكيا في كولومبيا. شارك مع منتخب الولايات المتحدة لكرة القدم. أما مع النوادي، فقد لعب مع ديبورتيفو كالي ونيويورك ريد بولز.